# Monteagle
Monteagle – miasto w Stanach Zjednoczonych, w stanie Tennessee, w hrabstwie Marion.